# 그린란드의 기

그린란드의 기 비율 2:3

그린란드의 기는 1985년 6월 21일에 제정되었다. 하얀색과 빨간색 두 가지 색의 가로 줄무늬 바탕에 깃대 쪽으로 가로 줄무늬와 색 배치가 반대인 원이 그려져 있다. 하얀색 줄무늬는 그린란드의 80%를 둘러싸고 있는 만년설과 빙하를, 빨간색 줄무늬는 바다를 의미하며, 빨간색 반원은 태양을, 하얀색 반원은 빙산을 의미한다. 그린란드 출신인 투에 크리스트얀센이 디자인하였다.
그린란드어로는 '에르팔라소르푸트' (Erfalasorput)라 부르는데 '우리네 기'라는 의미이다. 아팔라르톡 (Aappalaartoq, 빨강)이라는 말도 쓰이는데, 이 단어는 덴마크의 국기를 가리키는 말이기도 하다. 그린란드의 기는 스칸디나비아 국가나 속령의 기 중에서 유일하게 노르딕 십자가가 들어있지 않는 기이기도 하다.

## 역사
그린란드에서는 1973년 자체 기를 제정하기 위한 시도가 처음으로 진행되었다. 당시 다섯 명의 그린란드 주민들이 기를 제안했는데 각각 녹색, 흰색, 푸른색으로 된 기였다. 이듬해에는 한 신문사가 열한 개의 도안 (그 중 하나는 노르딕 십자가 들어간 것)을 제시하고 구독자를 대상으로 투표를 진행, 가장 인기가 많은 기를 선정하기도 했다.
1978년 덴마크는 그린란드에 자치권을 부여하여 이른바 '덴마크 왕국'의 동등한 일원이 될 수 있도록 했다. 이때 수립된 그린란드 자치정부는 공식적으로 자체 기를 제정하기로 하고, 이를 공모받았는데 총 555개의 도안 (293개는 그린란드 출신자가 제작)이 접수되었다.

그린란드 기의 작도법

하지만 최종위원회가 별다른 합의를 이루지 못하면서 도안을 추가로 공모받게 되었고, 크리스티안센이 제출한 적백 도안이 백녹색의 노르딕 십자기를 14대 11표로 제치고 선정되었다. 크리스티안센의 도안은 1985년 6월 21일 그린란드의 기로 정식 채택되었고, 지금까지도 이어지고 있다.
이후 그린란드기 제정 10주년을 맞이하여 그린란드 우체부는 기념 우표와 기 제작자의 리플릿을 발행하였다. 크리스티안센은 기에 그려진 흰색 부분이 그린란드의 80%를 뒤덮은 빙산과 빙상층을, 붉은색 부분은 바다를, 붉은색 반원은 바다에 잠긴 태양을, 흰색 반원은 빙산을 의미한다고 밝혔다. 또 해가 수평선 아래로 반쯤 내려가 바다에 비치는 풍경을 재현한 것이기도 하다. 1985년에는 그린란드 기가 덴마크의 조정협회인 HEI 로스포츠의 깃발과 완전히 동일한 것으로 밝혀져 논란이 되었다. 표절로 인한 것인지 아니면 단순히 우연에 의한 것인지는 밝혀지지 않았으나, 덴마크 협회 측은 그린란드 측에 깃발 사용 허가를 해주는 것으로 마무리되었다.

## 그밖에 제안된 기

1973년에 처음 제안된 기로 녹색, 백색, 청색이 어우려져 있다.
1984년 제정 당시 지금의 기에 간소한 차로 채택되지 못한 노르딕 십자가 들어간 기. 스벤 티토 아첸의 작품.
1991년에 제안된 기 (흰색은 그린란드의 얼음을 상징하고 '그린란드'라는 이름에 맞게 디자인)
덴마크 국기에 영향을 받은 기

## 같이 보기
- 덴마크의 국기
- 페로 제도의 기
- 흐라픈스메르키